# Eisenbahnunfall von Arsamas

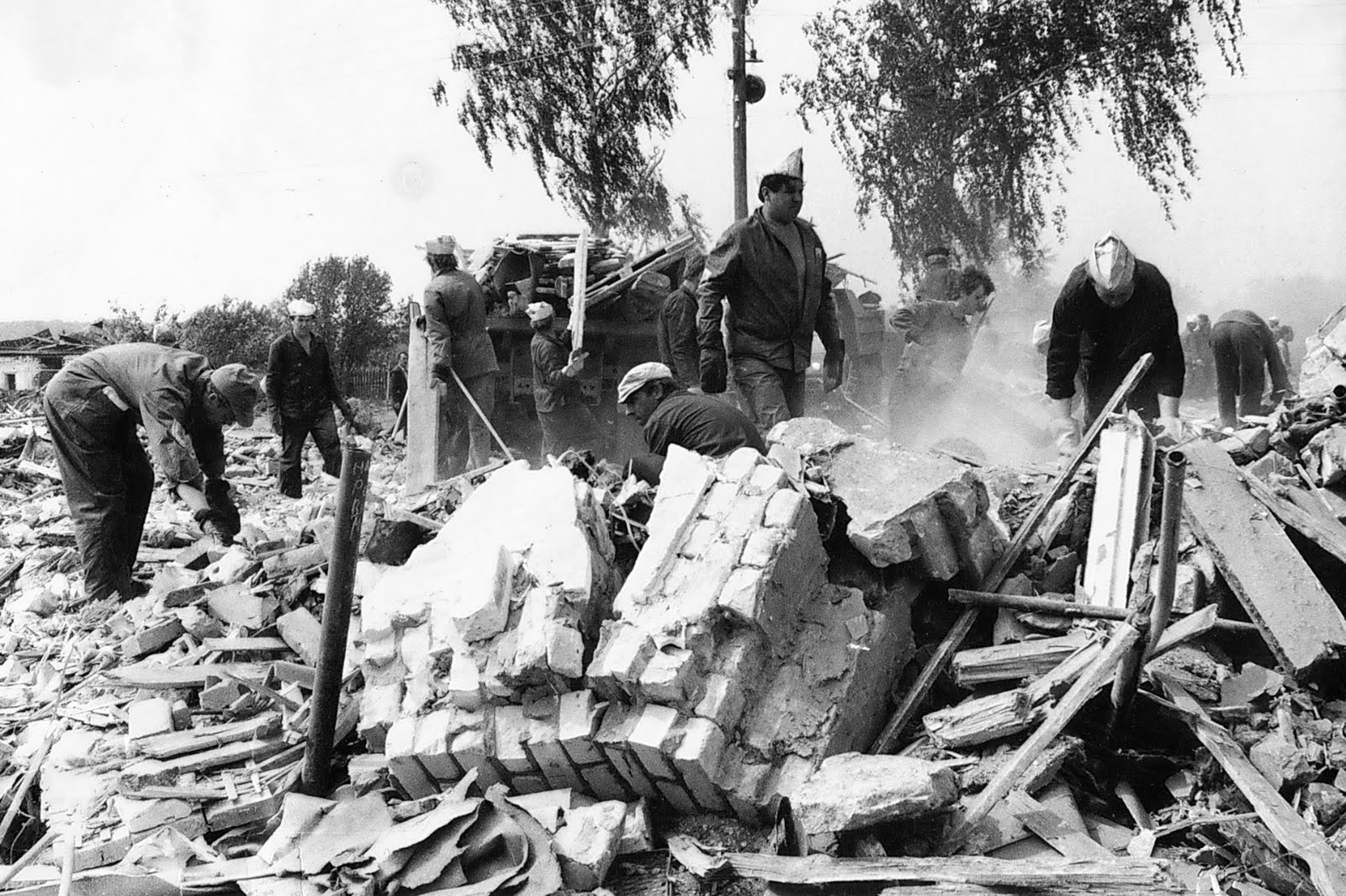

Der Eisenbahnunfall von Arsamas war eine Explosionskatastrophe, die sich am 4. Juni 1988 um 9:32 Uhr in der Stadt Arsamas in der russischen Oblast Gorki (Sowjetunion) ereignete. 91 Menschen starben.

## Unfallhergang
Ein Güterzug, in den zahlreiche Wagen mit Erdölprodukten eingereiht waren, beförderte auch drei Güterwagen, die 120 Tonnen verschiedener Explosivmittel für Bergwerke in Kasachstan geladen hatten. Bei der Durchfahrt durch den Bahnhof Arsamas 1 kam es an einem Bahnübergang am nördlichen Bahnhofskopf zu einer Explosion.

## Folgen
91 Menschen starben, 1500 wurden verletzt. 151 Häuser und zwei Krankenhäuser wurden zerstört, 823 Familien wurden obdachlos, 250 Meter der Strecke und das Empfangsgebäude wurden zerstört. Die Explosion hinterließ einen bis zu 6 Meter tiefen Krater mit einem Durchmesser von über 25 Metern, ein rund 120 Tonnen schwerer Teil einer Diesellokomotive der Baureihe 2ТЭ10М wurde über 200 Meter weit geschleudert.
Es gab Gerüchte, dass es sich um einen Terroranschlag gehandelt habe, bei den Ermittlern stand diese These der Sabotage laut des damaligen Leiters des KGB in der Region Gorki sogar im Vordergrund. Als Ursache denkbar ist aber auch eine Selbstentzündung der Explosivmittel durch unsachgemäße Verladung oder  Ladungssicherung, eine Entgleisung des Zuges, ein technischer Defekt am Zug oder ein seitlicher Zusammenprall mit einem Straßenfahrzeug am Bahnübergang. Begünstigt wurde das Ausmaß der Explosion dadurch, dass zwischen den Wagen mit den Explosivgütern keine anderen Wagen als Schutzwagen in den Zug eingereiht waren.
Aufgrund der umfangreichen Zerstörungen konnte die Ursache der Explosion letztendlich aber nicht festgestellt werden, obschon im Laufe der Untersuchung nicht weniger als 150 Bahnwagen auf verschiedenste Art beschädigt wurden, um die Ursache der Explosion zu finden.
Ein Denkmal erinnert heute an die Katastrophe.

## Verschwörungstheorien
Auf einem Kalender mit dem Schauspieler Oleg Jankowski war beim Datum des 4. Juni eine Art Einkreisung zu sehen, welche sich durch Staub oder ein kleines Haar auf dem Negativ erklären ließe. Jemand ließ der Staatsanwaltschaft diesen Kalender zukommen, da auf dem Kalender nicht nur das Datum „markiert“ war, sondern auch die Uhrzeit auf der Uhr des Schauspielers mit dem Explosionszeitpunkt übereinstimmte.
Die Anwesenheit eines anderen Zuges aus der geschlossenen Stadt Arsamas-16, der von Soldaten bewacht worden war, beförderte die Spekulation, dass es sich um einen Anschlag auf diesen Zug gehandelt haben könnte, in der Absicht, eine möglicherweise darin befindliche Atombombe zur Explosion zu bringen.
Weitere angeblich verdächtige Verbindungen:
- Nur wenige Wochen zuvor war ein neuer Friedhof eröffnet worden und den Mai hindurch waren an Schulen Zivilschutzübungen abgehalten worden.
- Genau ein Jahr später, wieder am 4. Juni, ereignete sich der Eisenbahnunfall bei Ufa[1]